# 萊恩 (阿肯色州)
萊恩（英語：Ryan）是位於美國阿肯色州洛諾克縣的一個非建制地區。該地的面積和人口皆未知。

## 地理
萊恩的座標為34°32′37″N 91°49′39″W / 34.54361°N 91.82750°W，而該地的平均海拔高度為米（即英尺）。